# Oliver Bulman
Oliver Meredith Boone Bulman (20 mai 1902 - 18 février 1974) est un paléontologue britannique. Il est professeur Woodwardian de géologie à l'université de Cambridge.

## Biographie
Oliver Bulman est né à Chelsea de l'artiste Henry Herbert Bulman et de sa femme Beatrice Elizabeth Boone. Il est le deuxième de trois enfants .
Bulman étudie à la Battersea Grammar School en 1910, mais souhaitant étudier la géologie, que l'école n'enseigne pas, il devient étudiant à Chelsea Polytechnic. Il obtient une bourse de l'Université de Londres en 1920 et va à l'Imperial College pour étudier la géologie et la zoologie. Il obtient un baccalauréat ès sciences de première classe en géologie en 1923. Bulman obtient ensuite un doctorat conjointement avec Cyril James Stubblefield sur le Paléozoïque inférieur du district de Wrekin, du Shropshire en 1926.
Récipiendaire d'une bourse d'études supérieures, il travaille pendant un an sur les amphibiens du Permien avec Walter Frederick Whittard et pendant deux ans au Sidney Sussex College de Cambridge, où il étudie les graptolites dendroïdes sous la direction de Gertrude Elles. Les travaux sur la monographie de la Paleontographical Society British Dendroid Graptolites (1927 et 1928) lui valent un doctorat de Cambridge en 1928. Il travaille ensuite comme démonstrateur à l'Imperial College et à Cambridge. Il devient maitre de conférences en paléozoologie en 1944 et professeur Woodwardian de géologie en 1955.
Bulman est élu membre de la Royal Society en 1940 et est président de la section de géologie de la British Science Association, de la Paleontological Association (1960–62), de la Société géologique de Londres (1962–64) et de la Paleontographical Society (1971–74). La Geological Society lui décerne la médaille Lyell en 1953 .
En 1938, il épouse Marguerite Fearnsides, fille de William George Fearnsides, professeur de géologie à Sheffield. Ils ont un fils et trois filles. Il est mort chez lui à Cambridge en 1974 et est incinéré.